# Primi ministri dell'Iran
I primi ministri dell'Iran dal 1906 (data della Rivoluzione costituzionale iraniana) al 1989 (abolizione della carica) sono stati i seguenti.

## Lista
| Presidente                                                                                                  | Presidente                                | Presidente                                | Partito                                                                              | Elezione                                  | Mandato                                   | Mandato                                   | Capo di Stato                                    |
| Presidente                                                                                                  | Presidente                                | Presidente                                | Partito                                                                              | Elezione                                  | Inizio                                    | Fine                                      | Capo di Stato                                    |
| --- | ----------------------------------------- | ----------------------------------------- | ------------------------------------------------------------------------------------ | ----------------------------------------- | ----------------------------------------- | ----------------------------------------- | ------------------------------------------------ |
| Periodo degli Scià                                                                                          | Periodo degli Scià                        | Periodo degli Scià                        | Periodo degli Scià                                                                   | Periodo degli Scià                        | Periodo degli Scià                        | Periodo degli Scià                        | Scià di Persia                                   |
| |                                           | Mirza Nasrullah Khan                      | Partito Democratico                                                                  |                                           | 1º agosto 1906                            | 17 marzo 1907                             | Mozaffar al-Din Shah Qajar (مظفرالدین شاه قاجار) |
| Mohammad Ali Shah Qajar (محمدعلی شاه قاجار)                                                                 |                                           | Mirza Nasrullah Khan                      | Partito Democratico                                                                  |                                           | 1º agosto 1906                            | 17 marzo 1907                             |                                                  |
| |                                           | Amir Mirza Ali Asghar Khan                | Indipendente                                                                         |                                           | 1º maggio 1907                            | 31 agosto 1907                            |                                                  |
| |                                           | Mohammad-Vali Khan Tonekaboni             | Partito Democratico                                                                  |                                           | 13 settembre 1907                         | 21 dicembre 1907                          |                                                  |
| |                                           | Hossein Mafi                              | Partito Moderato Socialista                                                          |                                           | 21 dicembre 1907                          | 21 maggio 1908                            |                                                  |
| |                                           | Morteza-Gholi Khan Hedayat                | Partito Democratico                                                                  |                                           | 21 maggio 1908                            | 7 giugno 1908                             |                                                  |
| |                                           | Kamran Mirza                              | Partito Moderato Socialista                                                          |                                           | 7 giugno 1908                             | 29 aprile 1909                            |                                                  |
| |                                           | Mohammad-Vali Khan Tonekaboni             | Partito Democratico                                                                  |                                           | 29 aprile 1909                            | 3 maggio 1909                             |                                                  |
| |                                           | Saad ad-Daula                             | Partito Democratico                                                                  |                                           | 3 maggio 1909                             | 16 luglio 1909                            |                                                  |
| |                                           | Mohammad-Vali Khan Tonekaboni             | Partito Democratico                                                                  |                                           | 16 luglio 1909                            | 6 ottobre 1909                            | Ahmad Shah Qajar (احمد شاه قاجار)                |
| |                                           | Vosough od-Dowleh                         | Partito Democratico                                                                  |                                           | 6 ottobre 1909                            | 15 luglio 1910                            | Ahmad Shah Qajar (احمد شاه قاجار)                |
| |                                           | Mostowfi ol-Mamalek                       | Partito Moderato Socialista                                                          |                                           | 15 luglio 1910                            | 19 luglio 1911                            | Ahmad Shah Qajar (احمد شاه قاجار)                |
| |                                           | Vosough od-Dowleh                         | Partito Democratico                                                                  |                                           | 19 luglio 1911                            | 26 luglio 1911                            | Ahmad Shah Qajar (احمد شاه قاجار)                |
| |                                           | Mohammad-Vali Khan Tonekaboni             | Partito Democratico                                                                  |                                           | 26 luglio 1911                            | 23 dicembre 1912                          | Ahmad Shah Qajar (احمد شاه قاجار)                |
| |                                           | Saad ad-Daula                             | Partito Democratico                                                                  |                                           | 23 dicembre 1912                          | 11 gennaio 1913                           | Ahmad Shah Qajar (احمد شاه قاجار)                |
| |                                           | Mirza Mohammad-Ali Khan                   | Indipendente                                                                         |                                           | 11 gennaio 1913                           | 1º luglio 1914                            | Ahmad Shah Qajar (احمد شاه قاجار)                |
| |                                           | Mostowfi ol-Mamalek                       | Partito Moderato Socialista                                                          |                                           | 1º luglio 1914                            | 1º febbraio 1915                          | Ahmad Shah Qajar (احمد شاه قاجار)                |
| |                                           | Hossein Farmanfarma                       | Partito Moderato Socialista                                                          |                                           | 1º febbraio 1915                          | 2 luglio 1915                             | Ahmad Shah Qajar (احمد شاه قاجار)                |
| |                                           | Abdol Majid Mirza                         | Partito Moderato Socialista                                                          |                                           | 2 luglio 1915                             | 18 agosto 1915                            | Ahmad Shah Qajar (احمد شاه قاجار)                |
| |                                           | Mostowfi ol-Mamalek                       | Partito Moderato Socialista                                                          |                                           | 18 agosto 1915                            | 25 dicembre 1915                          | Ahmad Shah Qajar (احمد شاه قاجار)                |
| |                                           | Hossein Farmanfarma                       | Partito Moderato Socialista                                                          |                                           | 25 dicembre 1915                          | 1º marzo 1916                             | Ahmad Shah Qajar (احمد شاه قاجار)                |
| |                                           | Vosough od-Dowleh                         | Partito Democratico                                                                  |                                           | 1º marzo 1916                             | 7 luglio 1917                             | Ahmad Shah Qajar (احمد شاه قاجار)                |
| |                                           | Mostowfi ol-Mamalek                       | Partito Moderato Socialista                                                          |                                           | 7 luglio 1917                             | 19 dicembre 1917                          | Ahmad Shah Qajar (احمد شاه قاجار)                |
| |                                           | Abdol Majid Mirza                         | Partito Moderato Socialista                                                          |                                           | 28 dicembre 1917                          | 20 maggio 1918                            | Ahmad Shah Qajar (احمد شاه قاجار)                |
| |                                           | Hassan Pirnia                             | Partito Democratico                                                                  |                                           | 20 maggio 1918                            | 2 agosto 1918                             | Ahmad Shah Qajar (احمد شاه قاجار)                |
| |                                           | Momtaz os-Saltaneh                        | Partito Moderato Socialista                                                          |                                           | 2 agosto 1918                             | 20 agosto 1918                            | Ahmad Shah Qajar (احمد شاه قاجار)                |
| |                                           | Hassan Pirnia                             | Partito Democratico                                                                  |                                           | 20 agosto 1918                            | 16 ottobre 1920                           | Ahmad Shah Qajar (احمد شاه قاجار)                |
| |                                           | Fathollah Khan Akbar                      | Indipendente                                                                         |                                           | 16 ottobre 1920                           | 21 febbraio 1921                          | Ahmad Shah Qajar (احمد شاه قاجار)                |
| |                                           | Zia'eddin Tabatabaee                      | Partito Moderato Socialista                                                          |                                           | 21 febbraio 1921                          | 4 giugno 1921                             | Ahmad Shah Qajar (احمد شاه قاجار)                |
| |                                           | Ahmad Qavam                               | Partito Riformista                                                                   |                                           | 4 giugno 1921                             | 12 ottobre 1921                           | Ahmad Shah Qajar (احمد شاه قاجار)                |
| |                                           | Malek Mansur Mirza                        | Partito Riformista                                                                   |                                           | 12 ottobre 1921                           | 20 gennaio 1922                           | Ahmad Shah Qajar (احمد شاه قاجار)                |
| |                                           | Hassan Pirnia                             | Partito Democratico                                                                  |                                           | 20 gennaio 1922                           | 11 giugno 1922                            | Ahmad Shah Qajar (احمد شاه قاجار)                |
| |                                           | Ahmad Qavam                               | Partito Riformista                                                                   |                                           | 11 giugno 1922                            | 30 gennaio 1923                           | Ahmad Shah Qajar (احمد شاه قاجار)                |
| |                                           | Mostowfi ol-Mamalek                       | Partito Moderato Socialista                                                          |                                           | 30 gennaio 1923                           | 15 giugno 1923                            | Ahmad Shah Qajar (احمد شاه قاجار)                |
| |                                           | Hassan Pirnia                             | Partito Democratico                                                                  |                                           | 15 giugno 1923                            | 28 ottobre 1923                           | Ahmad Shah Qajar (احمد شاه قاجار)                |
| |                                           | Reza Shah Pahlavi                         | Militare                                                                             |                                           | 28 ottobre 1923                           | 1º novembre 1925                          | Ahmad Shah Qajar (احمد شاه قاجار)                |
| |                                           | Mohammad-Ali Foroughi                     | Partito della Rinascita                                                              |                                           | 1º novembre 1925                          | 13 giugno 1926                            | Reza Shah (رضا پهلوی)                            |
| |                                           | Mostowfi ol-Mamalek                       | Partito Moderato Socialista                                                          |                                           | 13 giugno 1926                            | 2 giugno 1927                             | Reza Shah (رضا پهلوی)                            |
| |                                           | Mehdi Hedayat                             | Partito della Rinascita                                                              |                                           | 2 giugno 1927                             | 18 settembre 1933                         | Reza Shah (رضا پهلوی)                            |
| |                                           | Mohammad-Ali Foroughi                     | Partito della Rinascita                                                              |                                           | 18 settembre 1933                         | 3 dicembre 1935                           | Reza Shah (رضا پهلوی)                            |
| |                                           | Mahmoud Jam                               | Partito della Rinascita                                                              |                                           | 3 dicembre 1935                           | 26 ottobre 1939                           | Reza Shah (رضا پهلوی)                            |
| |                                           | Ahmad Matin-Daftari                       | Partito della Rinascita                                                              |                                           | 26 ottobre 1939                           | 26 giugno 1940                            | Reza Shah (رضا پهلوی)                            |
| |                                           | Ali Mansur                                | Partito del Progresso                                                                |                                           | 26 giugno 1940                            | 27 agosto 1941                            | Reza Shah (رضا پهلوی)                            |
| |                                           | Mohammad-Ali Foroughi                     | Partito della Rinascita                                                              |                                           | 27 agosto 1941                            | 9 marzo 1942                              | Mohammad Reza Shah (محمد رضا پهلوی)              |
| |                                           | Ali Soheili                               | Partito del Progresso                                                                |                                           | 9 marzo 1942                              | 9 agosto 1942                             | Mohammad Reza Shah (محمد رضا پهلوی)              |
| |                                           | Ahmad Qavam                               | Partito Democratico d'Iran                                                           |                                           | 9 agosto 1942                             | 15 febbraio 1943                          | Mohammad Reza Shah (محمد رضا پهلوی)              |
| |                                           | Ali Soheili                               | Partito del Progresso                                                                |                                           | 15 febbraio 1943                          | 6 aprile 1944                             | Mohammad Reza Shah (محمد رضا پهلوی)              |
| |                                           | Mohammad Sa'ed                            | Partito Democratico d'Iran                                                           |                                           | 6 aprile 1944                             | 25 novembre 1944                          | Mohammad Reza Shah (محمد رضا پهلوی)              |
| |                                           | Morteza-Qoli Bayat                        | Partito del Progresso                                                                |                                           | 25 novembre 1944                          | 13 maggio 1945                            | Mohammad Reza Shah (محمد رضا پهلوی)              |
| |                                           | Ebrahim Hakimi                            | Partito del Progresso                                                                |                                           | 13 maggio 1945                            | 6 giugno 1945                             | Mohammad Reza Shah (محمد رضا پهلوی)              |
| |                                           | Mohsen Sadr                               | Partito Social Democratico                                                           |                                           | 6 giugno 1945                             | 30 ottobre 1945                           | Mohammad Reza Shah (محمد رضا پهلوی)              |
| |                                           | Ebrahim Hakimi                            | Partito del Progresso                                                                |                                           | 30 ottobre 1945                           | 28 gennaio 1946                           | Mohammad Reza Shah (محمد رضا پهلوی)              |
| |                                           | Ahmad Qavam                               | Partito Democratico d'Iran                                                           |                                           | 28 gennaio 1946                           | 18 dicembre 1947                          | Mohammad Reza Shah (محمد رضا پهلوی)              |
| |                                           | Mohammad-Reza Hekmat                      | Partito Democratico d'Iran                                                           |                                           | 18 dicembre 1947                          | 29 dicembre 1947                          | Mohammad Reza Shah (محمد رضا پهلوی)              |
| |                                           | Ebrahim Hakimi                            | Partito del Progresso                                                                |                                           | 29 dicembre 1947                          | 13 giugno 1948                            | Mohammad Reza Shah (محمد رضا پهلوی)              |
| |                                           | Abdolhossein Hazhir                       | Società degli Islamici Devoti                                                        |                                           | 13 giugno 1948                            | 9 novembre 1948                           | Mohammad Reza Shah (محمد رضا پهلوی)              |
| |                                           | Mohammad Sa'ed                            | Partito Democratico d'Iran                                                           |                                           | 9 novembre 1948                           | 23 marzo 1950                             | Mohammad Reza Shah (محمد رضا پهلوی)              |
| |                                           | Ali Mansur                                | Partito del Progresso                                                                |                                           | 23 marzo 1950                             | 26 giugno 1950                            | Mohammad Reza Shah (محمد رضا پهلوی)              |
| |                                           | Ali Razmara                               | Militare                                                                             |                                           | 26 giugno 1950                            | 7 marzo 1951                              | Mohammad Reza Shah (محمد رضا پهلوی)              |
| |                                           | Hossein Ala'                              | Militare                                                                             |                                           | 12 marzo 1951                             | 30 aprile 1951                            | Mohammad Reza Shah (محمد رضا پهلوی)              |
| |                                           | Mohammad Mossadeq                         | Fronte Nazionale Iraniano                                                            |                                           | 30 aprile 1951                            | 17 luglio 1952                            | Mohammad Reza Shah (محمد رضا پهلوی)              |
| |                                           | Ahmad Qavam                               | Partito Democratico d'Iran                                                           |                                           | 17 luglio 1952                            | 22 luglio 1952                            | Mohammad Reza Shah (محمد رضا پهلوی)              |
| |                                           | Mohammad Mossadeq                         | Fronte Nazionale Iraniano                                                            |                                           | 22 luglio 1952                            | 19 agosto 1953                            | Mohammad Reza Shah (محمد رضا پهلوی)              |
| |                                           | Fazlollah Zahedi                          | Militare                                                                             |                                           | 19 agosto 1953                            | 7 aprile 1955                             | Mohammad Reza Shah (محمد رضا پهلوی)              |
| |                                           | Hossein Ala'                              | Militare                                                                             |                                           | 7 aprile 1955                             | 3 aprile 1957                             | Mohammad Reza Shah (محمد رضا پهلوی)              |
| |                                           | Manouchehr Eghbal                         | Partito Nazionalista                                                                 |                                           | 3 aprile 1957                             | 31 agosto 1960                            | Mohammad Reza Shah (محمد رضا پهلوی)              |
| |                                           | Jafar Sharif-Emami                        | Partito Nazionalista                                                                 |                                           | 31 agosto 1960                            | 5 maggio 1961                             | Mohammad Reza Shah (محمد رضا پهلوی)              |
| |                                           | Ali Amini                                 | Partito Democratico d'Iran                                                           |                                           | 5 maggio 1961                             | 19 luglio 1962                            | Mohammad Reza Shah (محمد رضا پهلوی)              |
| |                                           | Asadollah Alam                            | Partito Popolare                                                                     |                                           | 19 luglio 1962                            | 7 marzo 1964                              | Mohammad Reza Shah (محمد رضا پهلوی)              |
| |                                           | Hassan-Ali Mansur                         | Partito del Nuovo Iran                                                               |                                           | 7 marzo 1964                              | 26 gennaio 1965                           | Mohammad Reza Shah (محمد رضا پهلوی)              |
| |                                           | Amir-Abbas Hoveyda                        | Partito del Nuovo Iran (Fino al 1975) Partito della Risurrezione del Popolo Iraniano |                                           | 26 gennaio 1965                           | 7 agosto 1977                             | Mohammad Reza Shah (محمد رضا پهلوی)              |
| |                                           | Jamshid Amouzegar                         | Partito della Risurrezione del Popolo Iraniano                                       |                                           | 7 agosto 1977                             | 27 agosto 1978                            | Mohammad Reza Shah (محمد رضا پهلوی)              |
| |                                           | Jafar Sharif-Emami                        | Partito della Risurrezione del Popolo Iraniano                                       |                                           | 27 agosto 1978                            | 6 novembre 1978                           | Mohammad Reza Shah (محمد رضا پهلوی)              |
| |                                           | Gholam Reza Azhari                        | Militare                                                                             |                                           | 6 novembre 1978                           | 4 gennaio 1979                            | Mohammad Reza Shah (محمد رضا پهلوی)              |
| |                                           | Shapour Bakhtiar                          | Fronte Nazionale Iraniano                                                            |                                           | 4 gennaio 1979                            | 11 febbraio 1979                          | Mohammad Reza Shah (محمد رضا پهلوی)              |
| Repubblica Islamica dell'Iran (1979-oggi)                                                                   | Repubblica Islamica dell'Iran (1979-oggi) | Repubblica Islamica dell'Iran (1979-oggi) | Repubblica Islamica dell'Iran (1979-oggi)                                            | Repubblica Islamica dell'Iran (1979-oggi) | Repubblica Islamica dell'Iran (1979-oggi) | Repubblica Islamica dell'Iran (1979-oggi) | Guida suprema                                    |
| |                                           | Mehdi Bazargan                            | Movimento di Liberazione Iraniano                                                    |                                           | 4 febbraio 1979                           | 6 novembre 1979 (dimissioni)              | Ruhollah Khomeyni                                |
| Consiglio della Rivoluzione Islamica con leader Abolhassan Banisadr (dal 6 novembre 1979 al 12 agosto 1980) |                                           |                                           |                                                                                      |                                           |                                           |                                           | Ruhollah Khomeyni                                |
| |                                           | Mohammad Ali Rajai                        | Partito Islamico Repubblicano                                                        |                                           | 12 agosto 1980                            | 4 agosto 1981                             | Ruhollah Khomeyni                                |
| |                                           | Mohammad-Javad Bahonar                    | Partito Islamico Repubblicano                                                        |                                           | 4 agosto 1981                             | 30 agosto 1981 (assassinato)              | Ruhollah Khomeyni                                |
| |                                           | Mohammad-Reza Mahdavi Kani ad interim     | Associazione dei Chierici Militanti                                                  |                                           | 2 settembre 1981                          | 31 ottobre 1981                           | Ruhollah Khomeyni                                |
| |                                           | Mir-Hossein Mousavi                       | Partito Islamico Repubblicano (fino al 1987) Indipendente                            |                                           | 31 ottobre 1981                           | 14 agosto 1989                            | Ruhollah Khomeyni                                |
| Ali Khamenei                                                                                                |                                           | Mir-Hossein Mousavi                       | Partito Islamico Repubblicano (fino al 1987) Indipendente                            |                                           | 31 ottobre 1981                           | 14 agosto 1989                            |                                                  |
| Carica abolita                                                                                              |                                           |                                           |                                                                                      |                                           |                                           |                                           |                                                  |